# Mar (província)
La Mar (em castelhano:  La Mar; em quíchua:  Lamar) é uma província do Peru localizada na região de Ayacucho. Sua capital é a cidade de São Miguel. Sua população no último censo era de 70 653 pessoas

## Distritos
- Anco
- Ayna
- Chilcas
- Chungui
- Luis Carranza
- São Miguel
- Santa Rosa
- Tambo